# Pismo Benanovo
Pismo Benanovo (eng. Letter of Benan) krivotvorina je koju je načinio Ernst Edler von der Planitz 1910. Navodno je to prijevod koptskog papirusa iz 5. stoljeća na kojem je bio prijevod grčkog originala iz 83. Nema dokaza da je postojao taj grčki tekst.
Pismo je navodno napisao staroegipatski liječnik Benan, koji je navodno sreo Isusa i apostole. Općenito se smatra da je cijeli tekst suvremeni apokrif te da se radi o najobičnijoj krivotvorini.